# مارسيلو غارسيا
مارسيلو غارسيا (بالبرتغالية: Marcelo Garcia) هو فنان قتال مختلط برازيلي، ولد في 17 يناير 1983 في Formiga, Minas Gerais ‏ في البرازيل.

## وصلات خارجية
- الموقع الرسمي
- مارسيلو غارسيا على موقع شيردوغ (الإنجليزية)